# Maude Farris-Luse
Maude Farris-Luse, nata Maude Muriel Davis (Morley, 21 febbraio 1887 – Coldwater, 18 marzo 2002), è stata una supercentenaria statunitense che detenne il titolo di decana dell'umanità per nove mesi, dalla morte di Marie Brémont il 6 giugno 2001 al suo stesso decesso.

## Biografia
Maude Farris-Luse è nata Maude Muriel Davis a Morley, nel Michigan, nel 1887. All'età di 4 anni si trasferì nella contea di Steuben, nell'Indiana, dove sposò il contadino Jason Farris il 27 giugno 1903 all'età di 16 anni. La coppia ebbe sette figli. Dopo aver vissuto in Indiana per diversi anni, la famiglia tornò nel Michigan, dove Jason Farris morì il 12 settembre 1951. Il 25 settembre 1952, Maude si sposò in seconde nozze con Walter Luse, ma quel matrimonio sarebbe durato solo tre anni, per via della morte di Luse.
Una fotografia, scattata nel 1987, raffigura esponenti di cinque diverse generazioni della famiglia di Maude Farris-Luse: la stessa Maude aveva all'epoca 100 anni, il figlio Clair ne aveva 75, suo nipote Donald 50, la sua pronipote Cindy 25 e la sua trisnipote era nata da pochi mesi. Il figlio Clair morì l'anno successivo, nel 1988; fu il sesto dei sette figli di Maude a morire. Alla morte della Farris-Luse, avvenuta nel 2002 all'età di 115 anni e 25 giorni, solo sua figlia Lucille era ancora viva; la statunitense di origini londinesi Grace Clawson ereditò il primato di persona vivente più longeva al mondo.